# Episodi di Simon & Simon (quinta stagione)
La quinta stagione della serie televisiva Simon & Simon è stata trasmessa in prima visione negli Stati Uniti d'America da CBS tra il 1985 e il 1986.
In Italia è stata trasmessa in prima visione da Italia 1.
| nº | Titolo originale                              | Titolo italiano | Prima TV USA     | Prima TV Italia |
| -- | --------------------------------------------- | --------------- | ---------------- | --------------- |
| 1  | Love and/or Marriage                          |                 | 3 ottobre 1985   |                 |
| 2  | Burden of the Beast                           |                 | 10 ottobre 1985  |                 |
| 3  | The Third Eye                                 |                 | 17 ottobre 1985  |                 |
| 4  | The Dark Side of the Street                   |                 | 24 ottobre 1985  |                 |
| 5  | The Skull of Nostradamus                      |                 | 31 ottobre 1985  |                 |
| 6  | Have You Hugged Your Private Detective Today? |                 | 7 novembre 1985  |                 |
| 7  | Reunion at Alcatraz                           |                 | 14 novembre 1985 |                 |
| 8  | Down-Home Country Blues                       |                 | 21 novembre 1985 |                 |
| 9  | Quint Is Out                                  |                 | 5 dicembre 1985  |                 |
| 10 | Walk a Mile in My Hat                         |                 | 12 dicembre 1985 |                 |
| 11 | Facets                                        |                 | 19 dicembre 1985 |                 |
| 12 | Sunrise at Camp Apollo                        |                 | 2 gennaio 1986   |                 |
| 13 | The Blue Chip Stomp                           |                 | 16 gennaio 1986  |                 |
| 14 | Something for Sarah                           |                 | 23 gennaio 1986  |                 |
| 15 | Mobile Home of the Brave                      |                 | 30 gennaio 1986  |                 |
| 16 | Family Forecast                               |                 | 6 febbraio 1986  |                 |
| 17 | A Significant Obsession                       |                 | 13 febbraio 1986 |                 |
| 18 | For the People                                |                 | 20 febbraio 1986 |                 |
| 19 | Full Moon Blues                               |                 | 6 marzo 1986     |                 |
| 20 | Eye of the Beholder                           |                 | 13 marzo 1986    |                 |
| 21 | D-I-V-O-R-C-E                                 |                 | 27 marzo 1986    |                 |
| 22 | Act Five                                      |                 | 3 aprile 1986    |                 |
| 23 | The Last Harangue                             |                 | 10 aprile 1986   |                 |
| 24 | The Apple Doesn't Fall Far from the Tree      |                 | 1 maggio 1986    |                 |